# Spermacoce malacophylla
Spermacoce malacophylla är en måreväxtart som först beskrevs av Karl Moritz Schumann, och fick sitt nu gällande namn av Rafaël Herman Anna Govaerts. Spermacoce malacophylla ingår i släktet Spermacoce och familjen måreväxter.
Artens utbredningsområde är Kamerun. Inga underarter finns listade i Catalogue of Life.